# Huang Guifen
Huang Guifen (chinesisch 黃瑰芬, Pinyin Huáng Guīfēn; * 20. August 1997 in Loudi) ist eine chinesische Leichtathletin, die sich auf den Sprint spezialisiert hat.

## Sportliche Laufbahn
Erstmals trat Huang Guifen bei den Jugendweltmeisterschaften 2013 in Donezk in Erscheinung. Im 200-Meter-Lauf erreichte sie das Halbfinale und mit der chinesischen Sprintstaffel (1000 Meter) wurde sie im Finale disqualifiziert. Mit der chinesischen 4-mal-400-Meter-Staffel nahm sie an den Weltmeisterschaften in Peking teil, schied dort aber mit 3:34,98 min in der Vorrunde aus. Anschließend gewann sie bei den Militärweltspielen im südkoreanischen Mungyeong die Bronzemedaille mit der 4-mal-100-Meter-Staffel, gelangte mit der 4-mal-400-Meter-Staffel auf Rang fünf und schied über 400 Meter in der ersten Runde aus. Im Jahr darauf gewann sie bei den Juniorenasienmeisterschaften in der Ho-Chi-Minh-Stadt die Silbermedaille im 400-Meter-Lauf und mit der 4-mal-100-Meter-Staffel. 2018 nahm sie erstmals an den Asienspielen in Jakarta teil und wurde dort mit 53,89 s Fünfte im 400-Meter-Lauf. Zudem kam sie mit der 4-mal-100-Meter-Staffel im Vorlauf zum Einsatz, die im Finale die Silbermedaille gewann. Mit der 4-mal-400-Meter-Staffel kam sie auf den vierten Platz, wie auch mit der gemischten Staffel. Nach der Disqualifikation der siegreichen Bahrainer 2019 wurde die Bronzemedaille den Chinesen zugesprochen.
2019 nahm sie an den Asienmeisterschaften in Doha teil und schied dort mit 54,44 s in der ersten Runde aus. Kurz darauf schied sie bei den World Relays in Yokohama mit 3:21,66 min im Vorlauf der Mixed-Staffel aus. 2021 nahm sie mit der 4-mal-100-Meter-Staffel an den Olympischen Spielen in Tokio teil und belegte dort in 42,71 s im Finale den sechsten Platz. 2023 belegte sie bei den Asienspielen in Hangzhou in 23,70 s den fünften Platz über 200 Meter.
Huang absolvierte ein Studium an der Central South University in Changsha. In den Jahren 2021 und 2023 wurde sie chinesische Meisterin im 200-Meter-Lauf.

## Persönliche Bestleistungen
- 100 Meter: 11,44 s (−0,6 m/s), 11. Juni 2021 in Shaoxing
  - 60 Meter (Halle): 7,47 s, 14. Februar 2020 in Fayetteville
- 200 Meter: 23,07 s (+0,4 m/s), 4. September 2017 in Tianjin
  - 200 Meter (Halle): 24,13 s, 17. März 2023 in Tianjin
- 400 Meter: 53,10 s,25. Juni 2017 in Guiyang
  - 400 Meter (Halle): 55,20 s, 23. Februar 2017 in Xianlin